# Roldán (ort i Argentina)
Roldán är en ort i Argentina.   Den ligger i provinsen Santa Fe, i den centrala delen av landet, 300 km nordväst om huvudstaden Buenos Aires. Roldán ligger 43 meter över havet och antalet invånare är 12 468.
Terrängen runt Roldán är mycket platt. Närmaste större samhälle är Granadero Baigorria, 18,2 km öster om Roldán.
Trakten runt Roldán består till största delen av jordbruksmark. Runt Roldán är det tätbefolkat, med 493 invånare per kvadratkilometer.